# Rastory
Rastory jsou malá vesnice, část obce Podolí I v okrese Písek v Jihočeském kraji. Nachází se asi jeden kilometr jihovýchodně od Podolí I. Je zde evidováno 40 adres. V roce 2011 zde trvale žilo 56 obyvatel.
Rastory leží v katastrálním území Podolí I o výměře 8,96 km².

## Historie
První písemná zmínka o vesnici pochází z roku 1789.

## Obyvatelstvo
| Rok            | 1869 | 1880 | 1890 | 1900 | 1910 | 1921 | 1930 | 1950 | 1961 | 1970 | 1980 | 1991 | 2001 | 2011 | 2021 |
| -------------- | ---- | ---- | ---- | ---- | ---- | ---- | ---- | ---- | ---- | ---- | ---- | ---- | ---- | ---- | ---- |
| Počet obyvatel | 113  | 108  | 109  | 105  | 94   | 87   | 72   | 66   | 76   | 86   | 84   | 64   | 48   | 56   | 48   |
| Počet domů     | 18   | 18   | 18   | 18   | 16   | 14   | 13   | 15   | 15   | 28   | 29   | 29   | 27   | 39   | 43   |

## Obecní správa
Při sčítání lidu v letech 1850–1873 Rastory byly osadou obce Podolí I v okrese Písek.
V letech 1874–1886 byly osadou obce Křenovice v okrese Písek. V letech 1887–1959 byly osadou obce Olešná, se kterým patřily nejprve do okresu Písek, ale v roce 1950 v okrese Písek. Od roku 1960 je opět částí obce Podolí I v okrese Písek. Poté se Olešná opět osamostatnila, ale Rastory již zůstaly součástí Podolí I.

## Pamětihodnosti
- Kaple Nanebevzetí Panny Marie z počátku 20. století[10]
- Kříž v ohrádce u silnice vedoucí do vesnice ze směru z Podolí I

## Galerie

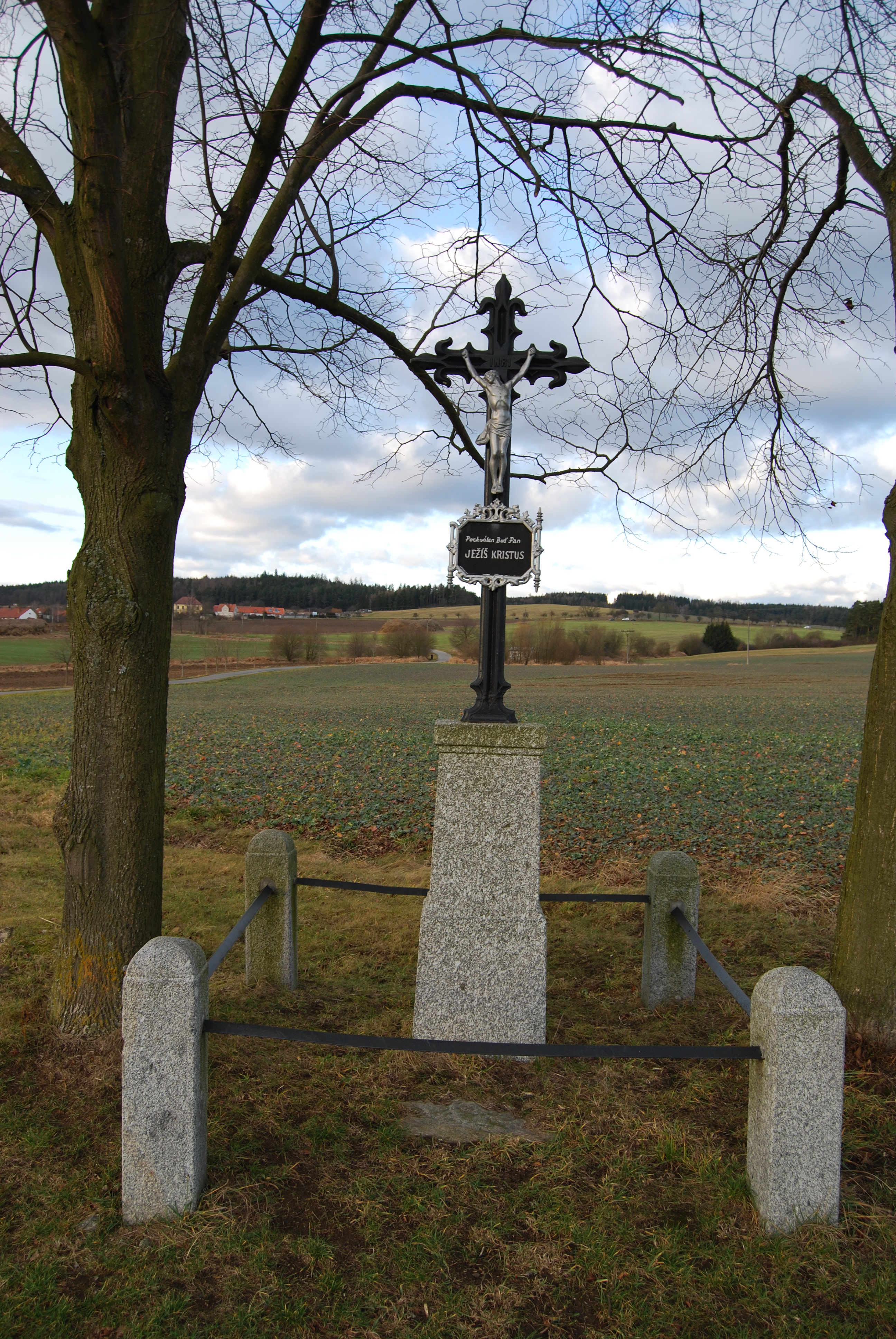
Kříž v ohrádce
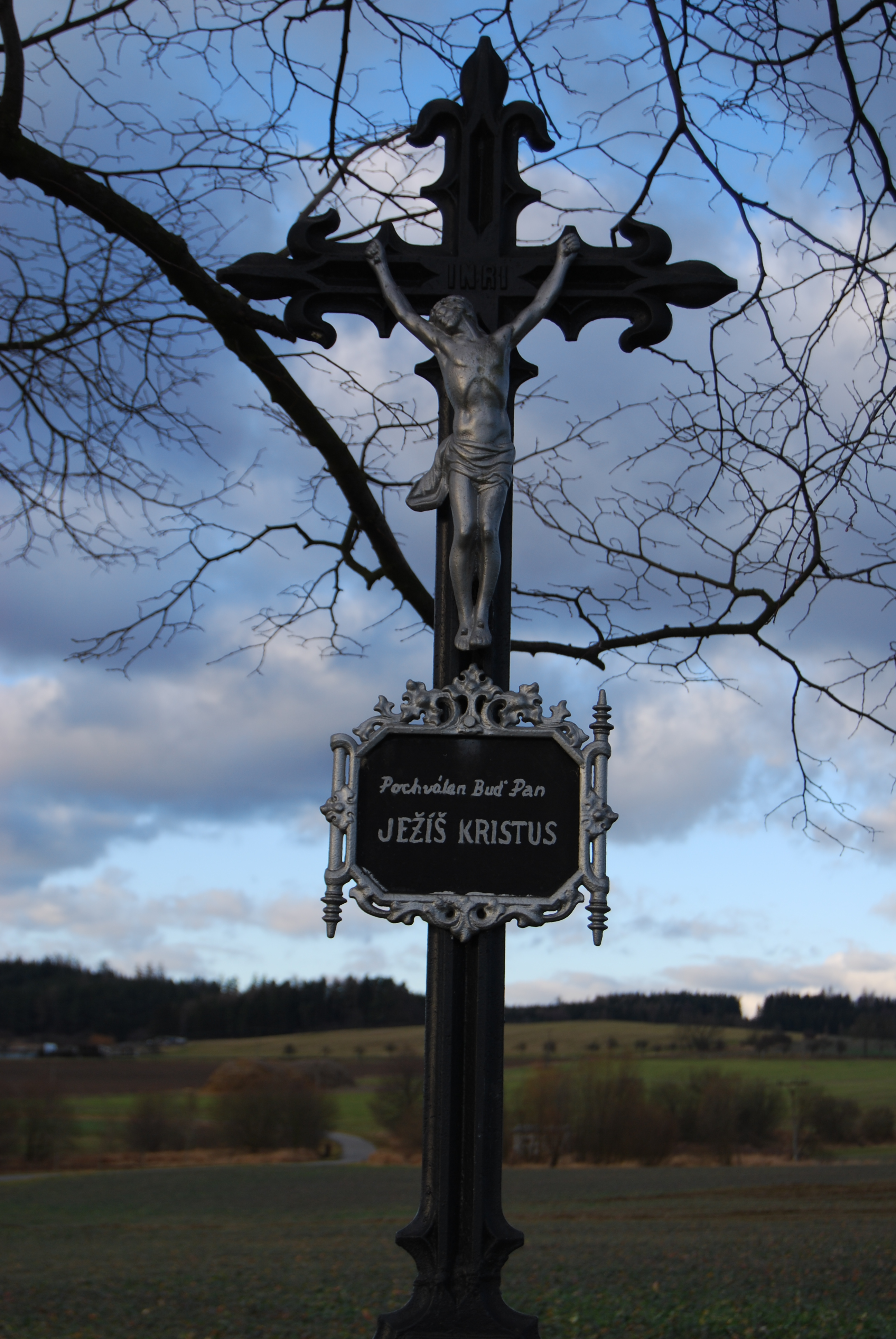
Detail horní části kříže
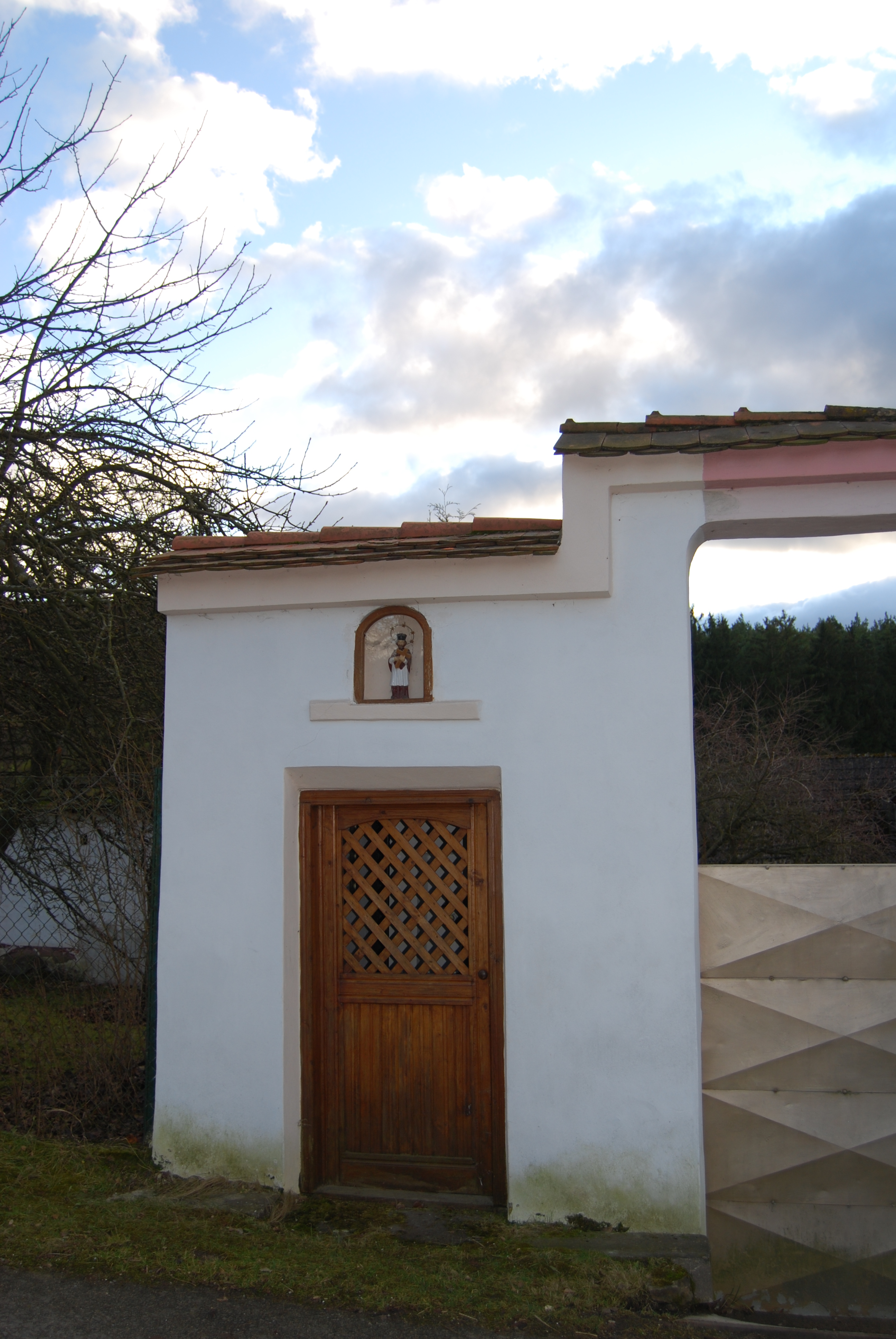
Nika se světcem a vchodová branka
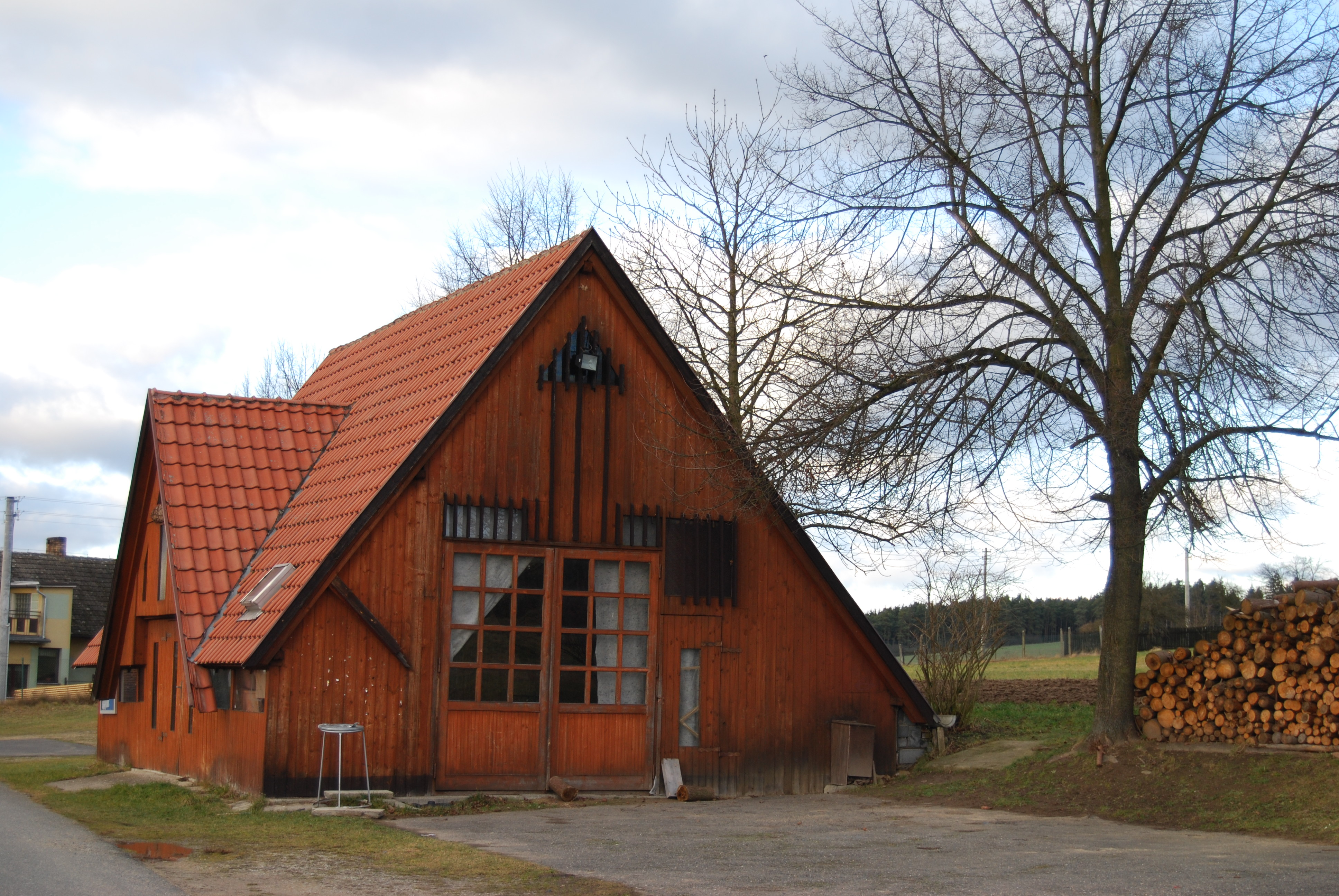